# Rockwood (Maine)
Pour les articles homonymes, voir Rockwood.
Rockwood est un village non-incorporé du comté de Somerset, dans le Maine, aux États-Unis.

## Géographie

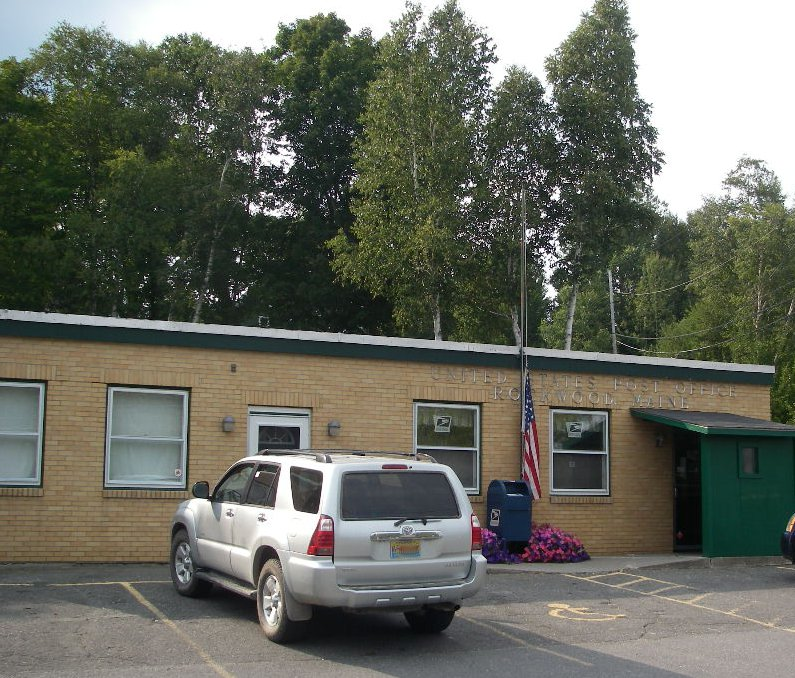
Bureau de poste de Rockwood.

Rockwood est actuellement composé de deux townships l'un à côté de l'autre, T1 R1 NBKP et T2 R1 NBKP, formant une bande de 1,6 km par 17,7 km, créant une aire de 28,3 km2. Rockwood est situé au centre du comté. On y retrouve un domaine de chasse privé, le Birches Resort, établit dans les années 1930, en plus du Mount Kineo Golf Course, second plus vieux club de golf encore actif en Nouvelle-Angleterre, construit vers la fin du XIXe siècle.
La section est de Rockwood, comprenant le village principal, est situé aux abords des berges ouest du lac de Moosehead et est desservie par la section combinée des Maine State Route 15 (en) et 6 (en). Le mont Kineo est visible depuis le village, qui comprend une marina, quelques magasins et deux églises, une catholique, et une unie. Rockwood-est est aussi traversée par la rivière Moose, qui passe aussi dans la section ouest.
La section ouest de Rockwood est quant à lui localisé aux berges des lacs Brassua et Little Brassua, reliés aux lac de Moosehead par la rivière Moose. Les seules routes pavées menant à cette section sont les New Stony Brook et Demo Roads, qui ne sont pavées que pour une portion d'1,6 km chacune. À l'extrême ouest se trouve la Twelve Mile Bog Road, une autre route, non-pavée. On y retrouve un étang enclavé de 0,4 ha, le Demo Pond. Les ruisseaux Demo et Stony traversent aussi la région, avant de rejoindre la rivière Moose.

## Histoire
La communauté porte probablement le nom d'Hiram Rockwood, ayant exploré la région en 1829 pour le bureau foncier du Maine.